# Municipio de Washington (condado de Jasper)
El municipio de Washington (en inglés: Washington Township) es un municipio ubicado en el condado de Jasper en el estado estadounidense de Iowa. En el año 2010 tenía una población de 2714 habitantes y una densidad poblacional de 27,78 personas por km².

## Geografía
El municipio de Washington se encuentra ubicado en las coordenadas 41°38′50″N 93°17′55″O / 41.64722, -93.29861. Según la Oficina del Censo de los Estados Unidos, el municipio tiene una superficie total de 97.69 km², de la cual 97,12 km² corresponden a tierra firme y (0,59 %) 0,58 km² es agua.

## Demografía
Según el censo de 2010, había 2714 personas residiendo en el municipio de Washington. La densidad de población era de 27,78 hab./km². De los 2714 habitantes, el municipio de Washington estaba compuesto por el 98,56 % blancos, el 0,18 % eran afroamericanos, el 0,33 % eran amerindios, el 0,11 % eran asiáticos, el 0,26 % eran de otras razas y el 0,55 % eran de una mezcla de razas. Del total de la población el 0,85 % eran hispanos o latinos de cualquier raza.